# Microsoft Windows SDK
El Microsoft Windows SDK (Software Development Kit) es un kit de desarrollo de software de Microsoft que contiene archivos de cabecera, bibliotecas, muestras, documentación y herramientas que utilizan las API necesarias para desarrollar aplicaciones para Microsoft Windows y .NET Framework 3.0/.NET Framework 3.5. El actual Windows SDK se puede utilizar para escribir aplicaciones que se dirigen a Windows XP y Windows Server 2003, así como Windows Vista y Windows Server 2008, mientras que el más antiguo Platform SDK puede ser utilizado para desarrollar aplicaciones para Windows 2000, Windows XP y Windows Server 2003. El Windows SDK sustituye al Platform SDK, al WinFX SDK y al .NET Framework 2.0 SDK. El paquete contiene amplia documentación y cerca de 1000 ejemplos. A pesar de que el propio SDK está disponible de forma gratuita, la obtención de los SDK requiere que la copia de Windows esté validada.
- Datos: Q1062589